# 김현수 (공무원)
김현수(金炫秀, 1961년 3월 15일 ~ )는 대한민국의 제65대 농림축산식품부 장관을 맡고 있는 공무원이다.

## 학력
- 경북고등학교
- 연세대학교 경제학 학사
- 서울대학교 행정대학원 행정학 석사

## 경력
- 제30회 행정고시 합격
- 1987.05 ~ 1996.07: 농림수산부 행정사무관
- 1996.07 ~ 1999.11: 농림부 서기관
- 1999.11 ~ 2000.08: 농림부 기획관리실 정보화담당관
- 2000.10 ~ 2002.03: 미국 캘리포니아 주정부 파견
- 2002.04 ~ 2002.08: WTO 통상대책반 파견
- 2002.08 ~ 2005.06: 농림부 식량정책과장
- 2005.06 ~ 2006.03: 농림부 유통정책과장(부이사관)
- 2006.04 ~ 2007.01: 농림부 농어업·농어촌특별대책위원회 파견(고공단)
- 2007.01 ~ 2008.01: 중앙공무원교육원 파견
- 2008.03 ~ 2008.08: 농림수산식품부 대변인
- 2008.08 ~ 2011.08: 국제농업개발기금 고용휴직
- 2011.09 ~ 2012.04: 농림수산식품부 식량정책관
- 2012.04 ~ 2013.04: 농림수산식품부 식품산업정책관
- 2013.04 ~ 2015.04: 농림축산식품부 농촌정책국장
- 2015.04 ~ 2016.11: 농림축산식품부 기획조정실장
- 2016.11 ~ 2017.06: 농림축산식품부 차관보
- 2017.06 ~ 2019.05: 제3대 농림축산식품부 차관
- 2019.08 ~ 2022.05: 제5대 농림축산식품부 장관
- 2019.08 ~ 2022.05: 대통령직속 국가균형발전위원회 당연직위원
- 2019.08 ~ 2022.05: 녹색성장위원회 당연직위원
- 2019.08 ~ 2022.05: 대통령 직속 국가지식재산위원회 당연직 위원
- 2021.05 ~ 2022.05: 2050 탄소중립위원회 당연직 위원

| 전임 이준원 | 제54대 농림축산식품부 차관 2017년 6월 13일 ~ 2019년 5월 23일 | 후임 이재욱 |

| 전임 이개호 | 제65대 농림축산식품부 장관 2019년 8월 31일 ~ 2022년 5월 9일 | 후임 정황근 |